# 4840 Otaynang
4840 Otaynang је астероид главног астероидног појаса са пречником од приближно 27,78 .
Афел астероида је на удаљености од 3,503 астрономских јединица (АЈ) од Сунца, а перихел на 2,857 АЈ.
Ексцентрицитет орбите износи 0,101, инклинација (нагиб) орбите у односу на раван еклиптике 15,164 степени, а орбитални период износи 2071,709 дана (5,672 година).
Апсолутна магнитуда астероида је 11,90 а геометријски албедо 0,039.
Астероид је откривен 23. октобра 1989. године.